# Ragan
Ragan es una coproducción española e italiana dirigida por José Briz Méndez y Luciano Lelli, de género espionaje.

## Reparto
- Ty Hardin: Lee Ragan
- Antonella Lualdi: Janine Kohler
- Gustavo Rojo:  Velludo
- Giacomo Rossi Stuart:  Kohler
- Rossella Como:  Maria
- Ricardo Palacios:  Flower
- José María Caffarel:  'Tío' Borrell
- Mara Laso: Prostituta